# 8½
 8½  este un film de artă italian regizat de Federico Fellini. Povestirea scrisă de Federico Fellini și Ennio Flaiano, devenit scenariu scris de Fellini, Tullio Pinelli, Ennio Flaiano și Brunello Rondi, prezintă actorul Marcello Mastroianni ca Guido Anselmi, un faimos regizor italian aflat într-un moment de blocaj artistic al carierei sale.
Filmat în alb-negru de cinematograful Gianni di Venanzo, muzica și sunetul filmului a fost realizat Nino Rota, în timp se costumele și scenografia au fost realizate de Piero Gherardi.
Titlul filmului se referă la numărul de filme realizate de regizorul italian până în acel moment al carierei sale, Fellini considerând acesta ca al optulea și jumătate film al său. Munca sa regizorială anterioară constase din șase (8½' fiind al șaptelea) filme de lung metraj, două filme (secvențe) de scurt metraj și o colaborare cu un alt regizor, Alberto Lattuada, ultimele trei contând pentru Fellini ca trei jumătăți de film, de unde și aritmetica numelui filmului.
8½ a fost recompensat cu două premii Oscar pentru categoriile Cel mai bun film străin și Cele mai bune costume (la categoria alb-negru). Considerat unul dintre cele mai notabile filme de avangardă  și unul dintre cele mai influente filme clasice, filmul a fost clasat ca cel de-al treilea cel mai bun film din istoria cinematografiei în anul 2002 într-un sondaj condus de British Film Institute, fiind de asemenea pe lista Vaticanului celor 45 a celor mai bune filme realizate înainte de 1995, data celei de-a o sută aniversare a creării filmului ca mijloc de comunicare.
A fost inclus în lista celor 100 de filme italiene de salvat (100 film italiani da salvare).

## Sinopsis
Guido Anselmi, interpretat de Marcello Mastroianni, este un faimos regizor italian, care se găsește într-o perioadă dificilă a carierei sale, aflându-se într-un așa numit blocaj artistic. Aflat în mijlocul realizării unui film de science fiction, care cuprinde numeroase referiri autobiografice, Anselmi se găsește în mijlocul unei crize artistice dublate de una matrimonială. Pe măsură ce regizorul se străduiește să continue filmările - cu motorul său artistic redus la relanti - o serie de visuri, flash-back-uri și fantezii se înlănțuiesc cu lumea reală.

## Distribuție
- Marcello Mastroianni în rolul lui Guido Anselmi, regizor de film
- Anouk Aimée ca Luisa Anselmi, soția lui Guido
- Rossella Falk ca Rossella, cea mai bună prietenă a Luisei și confidenta lui Guido
- Sandra Milo în rolul Carlei, amanta lui Guido
- Claudia Cardinale în rolul Claudiei, o actriță celebră pe care Guido o alege pentru rolul său de femeie ideală
- Guido Alberti în rolul lui Pace, producător de filme
- Mario Conocchia în rolul propriului său rol, Mario Conocchia, asistentul de producție a lui Guido
- Bruno Agostini în rolul propriului său rol, Bruno Agostini, directorul de producție alui Guido
- Cesarino Miceli Picardi în rolul lui Cesarino, supraveghetorul producerii filmului din film
- Jean Rougeul în rolul lui Carini Daumier, critic de film
- Mario Pisu în rolul lui Mario Mezzabotta, prietenul lui Guido
- Barbara Steele în rolul lui Gloria Morin, noua prietenă a lui Mezzabotta
- Madeleine LeBeau ca Madeleine, o actriță franceză
- Caterina Boratto în rolul unei femei misterioase din hotel
- Eddra Gale ca La Saraghina, o prostitută
- Eugene Walter în rolul unui jurnalist american